# Tippeligaen de 2009
O Campeonato Norueguês de Futebol de 2009, oficialmente Tippeligaen 2009 (por razões de patrocínio), foi a sexagésima quinta temporada da primeira divisão masculina do futebol da Noruega. A competição começou em 15 de março e terminou em 1 de novembro. Mas já em 27 de setembro, o Rosenborg garantiu o título com quatro rodadas de antecedência.
A equipe do Stabæk é a atual campeã, ganhando seu primeiro título da primeira divisão em 2008. Devido à expansão da liga em 2009, de 14 para 16 equipes, foram promovidas três equipes da segunda divisão de 2008. Essas equipes foram: o campeão Odd Grenland, o vice-campeão Sandefjord e o Start, terceiro colocado. O quarto colocado, Songdal disputou um play-off com o penúltimo colocado da primeira divisão de 2008, o Aalesunds, que acabou vencendo e permaneceu na elite. Já o último colocado Ham-Kam foi rebaixado para a segunda divisão.

## Rebaixamento e promoção para a temporada 2010
No final da temporada, as duas equipes piores colocadas serão rebaixados diretamente para a Adeccoligaen (segunda divisão). O campeão e o vice-campeão da Adeccoligaen 2009 serão diretamente promovidos à elite em 2010.
Quatro clubes vão entrar em um play-off para definir quem acupará a última vaga na Tippeligaen 2010:
- A) o 14ª colocado na Tippeligaen
- B) o terceiro colocado na Adeccoligaen
- C) o quarto colocado na Adeccoligaen
- D) o quinto colocado na Adeccoligaen

A equipe A será a anfitriã da equipe D, e a equipe B será a anfitriã da equipe C, em jogo único. Os vencedores de cada partida, jogarão em jogos de ida e volta para definir o classificado para a Tippeligaen 2010.

## Equipes participantes
| Clube        | Cidade       | Estádio                 | Capacidade | Desempenho em 2008 |
| ------------ | ------------ | ----------------------- | ---------- | ------------------ |
| Aalesund     | Ålesund      | Color Line Stadion      | 10.720     | 13° na 1º divisão  |
| Bodø/Glimt   | Bodø         | Aspmyra Stadion         | 7.400      | 4° na 1º divisão   |
| Brann        | Bergen       | Brann Stadion           | 17.824     | 8° na 1º divisão   |
| Fredrikstad  | Fredrikstad  | Nye Fredrikstad Stadion | 12.500     | 2° na 1º divisão   |
| Lillestrøm   | Lillestrøm   | Åråsen Stadion          | 11.637     | 12° na 1º divisão  |
| Lyn          | Oslo         | Ullevaal Stadion        | 25.572     | 7° na 1º divisão   |
| Molde        | Molde        | Aker Stadion            | 11.167     | 9° na 1º divisão   |
| Odd Grenland | Skien        | Skagerak Arena          | 13.500     | 1° na 2º divisão   |
| Rosenborg    | Trondheim    | Lerkendal Stadion       | 21.850     | 5° na 1º divisão   |
| Sandefjord   | Sandefjord   | Komplett.no Arena       | 9.000      | 2° na 2º divisão   |
| Stabæk       | Fornebu      | Telenor Arena           | 15.000     | 1° na 1º divisão   |
| Start        | Kristiansand | Sør Arena               | 14.300     | 3° na 2º divisão   |
| Strømsgodset | Drammen      | Marienlyst Stadion      | 8.500      | 11° na 1º divisão  |
| Tromsø       | Tromsø       | Alfheim Stadion         | 7.500      | 3° na 1º divisão   |
| Vålerenga    | Oslo         | Ullevaal Stadion        | 25.572     | 10° na 1º divisão  |
| Viking       | Stavanger    | Viking Stadion          | 16.600     | 6° na 1º divisão   |

## Premiação
| Tippeligaen 2009               |
| Noruega                        |
| ------------------------------ |
| ROSENBORG Campeão (21º título) |